# Vangelis
Evangelos Odysseas Papathanassiou (grčki Ευάγγελος Οδυσσέας Παπαθανασίου) (Volos, 29. travnja 1943. – Pariz, 17. svibnja 2022.) grčki je skladatelj elektroničke, progresivne, ambijentalne i orkestralne glazbe, poznat pod umjetničkim imenom Vangelis.
Smatra se najznačajnijim grčkim skladateljem, producentom i aranžerom svih vremena.
Poznat je po izradi glazbe za filmove Vatrene kočije, za koju je dobio i Oskara, Blade Runner i 1492: Osvajanje raja. 
Profesionalnu glazbenu karijeru započeo je 1960-ih godina surađujući s nekoliko poznatih rock bendova kao što su The Forminx i Aphrodite's Child, a zbog albuma "666" je okarakteriziran kao klasični psihodelični glazbenik. Tijekom 1970-ih, surađuje s vodećim pjevačem progresivnog rock banda "Yes", Jonom Andersenom i pod zajedničkim umjetničkim imenom Jon & Vangelis objavljuju nekoliko albuma. Zahvaljujući nekoliko glazbi koje je napravio za dokumentarne filmove potkraj 1970-ih, a među kojima je najznačajnija glazba Opéra sauvage za istoimeni dokumentarni film, skrenuo je pozornost filmskih redatelja.
Tijekom karijere napisao je i skladao oko 60 albuma, a glazbeni kritičari smatraju ga jednim od najvećih skladatelja elektroničke glazbe svih vremena.